# Édouard Leclerc
Pour les articles homonymes, voir Leclerc.
Édouard Leclerc, né le 20 novembre 1926 à Landerneau (Finistère) et mort le 17 septembre 2012 à Saint-Divy (Finistère), est un entrepreneur français, fondateur de l'enseigne de grande distribution E.Leclerc, qui porte son nom. C'est en 1949 qu'il ouvre son premier magasin dans sa ville natale.

## Biographie

### Origines et formation
Fils d’Eugène Leclerc, militaire franc-comtois agrégé de lettres originaire de l'Est de la France et représentant régional du Parti social français (PSF),, et de Marie Kerouanton originaire du Léon (de Landerneau et de Plouguerneau), Édouard Leclerc est né le 20 novembre 1926 à Landerneau dans le Finistère. Sixième d’une famille nombreuse de treize enfants et frère d'Éloi Leclerc (franciscain et écrivain de nombreux ouvrages sur François d'Assise) et de Michel Leclerc, il grandit dans un environnement catholique,.
En octobre 1939, il est scolarisé au petit séminaire des prêtres du Sacré-Cœur à Neussargues (Cantal), puis à partir de juillet 1940, dans celui de l'Institution missionnaire Saint-Clément à Viry-Châtillon (Essonne). Sa scolarité étant interrompue par la Seconde Guerre mondiale, il regagne le domicile familial.
À la Libération, il est emprisonné six mois, accusé d'avoir « donné » au Kommando de Landerneau plusieurs noms d'habitants de Landerneau (le nom du résistant François Pengam est évoqué : arrêté la nuit du 21 mai 1944, il sera torturé et fusillé par les Allemands le 27 mai 1944). Édouard Leclerc est libéré via une ordonnance de non-lieu signée en février 1945 par le commissaire de la République près la cour de justice de Quimper. Ces accusations resurgiront lors des premiers succès du mouvement Leclerc, notamment portées par ses concurrents commerciaux. Par quatre fois, en 1976, 1977, 1987 et 1988, la justice a déclaré coupables de diffamation ceux qui avaient affirmé son implication dans la mort du jeune François Pengam.
En 1946-1947, il poursuit sa formation religieuse au noviciat de Saint-Cirgues-sur-Couze, puis, en 1947-1948, au scolasticat d’Uriage où il étudie la philosophie. C’est en soutane qu’il commence à s’intéresser aux questions économiques : pouvoir d’achat des masses, circuits de marchandises, budgets des petits ménages, magasins d’alimentation. Le séminaire d’Uriage est en effet dirigé par les Pères du Sacré-Cœur, filiale des Jésuites, qui s’intéressent surtout à l’enseignement des sciences sociales. Un jour, il écrit dans une dissertation : « Le fait social n’existe pas à l’état pur. Il se rencontre avec le fait économique, est conditionné par lui. L’action sociale doit être rentable, et pour cela se servir du commerce. » Ces élucubrations sont sanctionnées d’un impitoyable 1 sur 20, et tandis que le directeur d’Uriage se demande si ce non-conformiste est bien fait pour la vie religieuse, Leclerc sent que l’épicerie a besoin d’un missionnaire. Sa rencontre en 1948 avec Hélène, payse de Landerneau qui deviendra sa femme, le pousse à quitter les ordres : il renonce à prononcer ses vœux, et le voilà rendu à la vie civile.

### Épicier à Landerneau (1949-1954)
Édouard Leclerc choisit de renoncer à la prêtrise et effectue une tournée de conférences devant des cadres de l’Action catholique pour exposer ses idées. Il est encore jeune et l’accueil qu’on lui réserve est mitigé. Il décide alors de tenter l’expérience lui-même et commence par apprendre les rudiments du métier d'épicier auprès d’un transitaire brestois.
En décembre 1949, avec un capital de 5 000 francs, il ouvre une petite épicerie dans la cuisine de sa maison 13 rue des Capucins à Landerneau ou selon une autre version de la légende familiale dans un hangar désaffecté à cette même adresse. Inscrit au registre du commerce comme « marchand de chocolat en gros et épicerie partielle de troisième classe », il commercialise d’abord uniquement des biscuits Labour, achetés directement à un producteur de Pontivy, et qui sont présentés à même le sol dans des caisses empilées. Court-circuitant les fournisseurs et supprimant leurs marges en pleine période d'inflation après la guerre, le prix de gros affiché est alors 30 % en dessous de celui proposé par les autres commerçants. Il réinvestit l’ensemble des bénéfices dans son « centre distributeur E. Leclerc » et peut ainsi proposer à ses clients une gamme de plus en plus large de produits : huile, farine, sucre… Les clients, d’abord timides, se font rapidement plus nombreux. Sa bonne idée est de se fournir directement auprès des producteurs pour faire baisser les prix, c’est, de ce fait, l’inventeur du discount avant l’heure.
En 1953, alors que le chiffre d'affaires est passé de 4,29 millions de centimes à 26,7 millions, le local de la rue des Capucins devient exigu et Édouard Leclerc transfère son entreprise rue Bélérit.
Face à ce succès, les commerçants des environs s’inquiètent et font pression sur les fabricants pour qu’ils cessent de livrer E. Leclerc. Ce dernier se tourne vers le préfet du Finistère. Or, l’initiative du jeune Breton constitue une réponse, certes isolée, mais localement efficace, à l’inflation, préoccupation centrale et permanente des gouvernements successifs de la Quatrième République. C’est pourquoi le ministre des Finances et des Affaires économiques Edgar Faure réagit fermement et prend un décret le 9 août 1953 pour lutter contre les pratiques commerciales restrictives, comme le refus de vente.

### Fondateur du Mouvement E. Leclerc (1955-1959)
En 1955, un autre indépendant ouvre un centre distributeur à Saint-Pol-de-Léon appliquant la formule commerciale d'E. Leclerc. L'année suivante, des grossistes des Côtes d'Armor font de même : à Tréguier, Lannion, et à Saint-Malo tandis qu'Édouard Leclerc ouvre son premier centre distributeur textile. En août 1957, le mouvement compte 9 centres distributeurs, tous bretons. Il n’y a ni contrat, ni lien financier entre Édouard Leclerc et ces épiciers d’un genre nouveau : seule l’obligation pour qui veut utiliser ses principes commerciaux de grouper ses achats à Landerneau. E. Leclerc ne facture cependant pas ces « rétrocédés » au-delà du coût réel et leur restitue la totalité des ristournes accordées par les fabricants. C'est en novembre 1957 que les premiers articles consacrés à cette formule de vente originale paraissent. Le premier d'entre eux ne porte d'ailleurs pas sur le fondateur mais sur deux centres distributeurs ouverts coup sur coup à Rennes et appartenant à « Argenta », chaîne fonctionnant « sous le procédé Leclerc ». Paradoxalement, à l'engouement médiatique ne répond pas une accélération du rythme de développement sur le plan national : en novembre 1959, le mouvement compte seulement 14 membres hors de Bretagne. Parmi les villes concernées, figurent notamment Niort, Le Mans et Tarbes. En septembre 1958, Édouard Leclerc ouvre en propre un centre distributeur à Grenoble. Le défi est considérable : une localisation éloignée de sa région d’origine, un réseau de fournisseurs à reconstituer… La course au bas prix qu’engendre l’implantation d’un centre distributeur entre les différents commerces de la ville et la baisse du coût de la vie qui en résulte font de cette opération une réussite. L’année suivante, en 1959, il confie à Jean-Pierre Le Roch l’implantation du premier centre distributeur en région parisienne, à Issy-les-Moulineaux : la médiatisation considérable de son inauguration confirme le succès de l’entreprise : on parle de moins en moins de l’« expérience » et de plus en plus du « Mouvement E.Leclerc ».
L'expansion est plus rapide en Bretagne qui compte 24 membres fin 1959. Seuls les chefs de centres situés à proximité de Landerneau y groupent leurs achats, les autres prennent en charge seuls leur approvisionnement ou deviennent à leur tour rétrocessionnaires. Édouard Leclerc conseille les nouveaux venus dans leurs démarches et organise l’achat en commun de certains produits. Il recueille aussi leurs doléances, concernant notamment les refus de vente des fournisseurs, et se fait leur porte-parole en transmettant ces plaintes aux autorités.

### Président du Mouvement E. Leclerc (1959-2003)
Entre 1959 et 2003, Édouard Leclerc est le président fondateur de l’Association des centres distributeurs E. Leclerc (ACDLec), qui réunit tous les commerçants utilisant son panonceau. Là, il se consacre à la diffusion et à l’implantation de ses idées.
En 1959, il milite avec Max Théret (fondateur de la FNAC avec André Essel), en faveur d’une réforme fiscale favorisant les circuits commerciaux courts. En 1960, il dénonce à nouveau les pratiques anticoncurrentielles de ses concurrents auprès des pouvoirs publics qui garantissent, à travers la circulaire Fontanet, parue le 31 mars 1960, la libre concurrence dans le commerce.
Dans les années 1960, il œuvre pour une réforme des circuits de distribution des produits frais : il soutient notamment les producteurs d’artichauts et les mareyeurs, tandis que sur son impulsion, plusieurs boucheries E. Leclerc ouvrent leurs portes. Visionnaire, il sous-estime un virage de la distribution moderne, le libre-service, qu’il adopte en 1962. En 1964, il y a, en France, 420 centres distributeurs.
Après avoir longtemps défendu les petits formats, Édouard Leclerc se convertit aux très grandes surfaces de vente. Achetant une partie du domaine des Capucins, il ouvre un Super Centre à Landerneau en 1964, bâtiment de 1 755 m2 qui compte 30 employés à l’ouverture, et 70 en novembre 1986 au moment de sa fermeture pour cause d’exigüité et d’installation à l’hypermarché du Leck de Landerneau en 1976. Entre-temps, il a ouvert son premier véritable hypermarché à Brest en 1969. Il ne transige cependant pas sur l’indépendance des adhérents qui doivent être pleinement propriétaires de leur magasin : c’est notamment un désaccord en 1969 sur ce point, et plus généralement une divergence profonde sur l’architecture du Mouvement, qui expliquent le départ d’une partie des adhérents, menés par Jean-Pierre Le Roch. Ensemble, ces derniers fonderont « les Ex », futur Intermarché.
Édouard Leclerc se consacre alors pleinement à la refondation du Mouvement. Il milite contre la loi Royer, votée en décembre 1973, qui établit un contrôle de l’implantation des grandes surfaces par des commissions locales. Les actions menées sont spectaculaires : en 1974 par exemple, il se rend à Rochefort accompagné de quelques membres du Mouvement pour chahuter le procès de l’adhérent local, accusé d’avoir ouvert un centre sans autorisation. Ses opposants les plus virulents proviennent du CID-UNATI, qui comme son prédécesseur le Mouvement Poujade, s’est promu défenseur des petits commerçants. Édouard Leclerc ne cesse de communiquer sur son action. Il multiplie les conférences ; il lance, en 1973, un magazine, le Soleil de l’Ouest, diffusé dans la région brestoise ; il est présent sur les plateaux télévisés. Il fait même son entrée sur la scène politique en créant, en 1977, le Mouvement européen économiques et social (MEES).
En 1978, Édouard Leclerc s’engage dans le redressement des abattoirs Gilles dans les Côtes d’Armor. Ce soutien devait être transitoire, mais les circonstances conduisent le Mouvement à reprendre entièrement l’entreprise, qui devient, sous le nom de Kermené, la première expérience durable d’intégration industrielle de l’enseigne.

### Diversifier le Mouvement E. Leclerc
Dès les années 1970, Édouard Leclerc cherche systématiquement à briser les monopoles et à libérer les secteurs protégés. Il s’attaque ainsi tous azimuts aux marchés des carburants, des livres, de produits pharmaceutiques, des parfums, de l’or, des voyages… Son action est couronnée de succès dans le cas des carburants : l’application de rabais supérieurs à ceux autorisés dans les stations-services du Mouvement entraîne un nombre important d’actions en justice… En 1985, après 467 procès, la Cour de justice des communautés européennes tranche et donne raison au Mouvement contre l’État français, détenteur du monopole. En revanche, le Mouvement échoue à obtenir un prix libre pour les livres, mais s’impose néanmoins, avec son concept d'espace culturel E. Leclerc, comme l’un des premiers libraires français.
En 1986, le Mouvement lance une vaste campagne de communication pour dénoncer les monopoles et le corporatisme de certains secteurs. Dans les années 1980, le Mouvement E. Leclerc s’engage également dans une diversification de ses activités dans les secteurs libres : les premiers Agri-E.Leclerc, Jardi-E.Leclerc et Brico E.Leclerc ouvrent leurs portes, tandis qu’à Tarbes, la première librairie E. Leclerc est expérimentée. En 1989, il y a 187 hypermarchés en France contre une centaine au début des années 1980.

### Président de la première enseigne française de distribution
Dans les années 1990, le Mouvement tente de s’implanter en dehors des frontières hexagonales : après un échec aux États-Unis, le premier centre polonais est inauguré en 1995. D’autres centres ouvriront ensuite en Pologne, en Espagne, en Italie, au Portugal… En 1993, la loi Royer est amendée et l’octroi des autorisations d’implantation est confié à une commission nationale. Si Édouard Leclerc a obtenu gain de cause sur ce point, les pouvoirs publics modifient les règles du jeu entre les fabricants et les distributeurs au détriment de ces derniers : la loi Galland, votée en 1996, interdit la revente à perte et limite le plancher des prix aux consommateurs.
En 1997, après avoir longtemps défendu les marques de fabricants aux prix aisément comparables d’une enseigne à l’autre, Édouard Leclerc se convertit aux marques de distributeur et commercialise ses premiers produits.
Fin 2003, il vend le nom de l’enseigne et ses dérivés aux adhérents pour 120 millions d’euros.
En 2005, il cède la présidence de l’ACDLec à son fils Michel-Édouard Leclerc, coprésident depuis 1988. Le Mouvement est alors la première enseigne française de distribution. Si les liens entre les adhérents se sont peu à peu densifiés, notamment via l’adoption de règles plus contraignantes régissant l’ACDLec, les principes originaux n’ont pas changé : les adhérents sont tous propriétaires de leur magasin et ne versent aucun pourcentage de leur bénéfice au fondateur. De plus, le projet de l’enseigne est resté le même : la défense du consommateur et de son pouvoir d’achat.
En 2011, il fonde avec sa femme le fonds Hélène et Édouard Leclerc, musée d'art contemporain à Landerneau.
Édouard Leclerc vit retiré dans le manoir de la Haye à Saint-Divy, près de Landerneau, qu'il a acquis en 1966 et où il meurt d’un arrêt cardio-respiratoire le 17 septembre 2012. Son épouse Hélène est décédée le 12 juillet 2019.

### Vie privée
Il était marié avec Hélène Diquélou depuis 1950 et père de trois enfants : Michel-Édouard Leclerc, qui dirige actuellement son entreprise ; Isabelle (libraire) ; Hélène épouse François Levieux (œnologue).

## Honneurs, récompenses et controverses
- En 1964, il est membre de la commission du commerce au commissariat général au Ve Plan[32].
- En 1965, il est décoré de l’ordre national du Mérite.
- En 1983, il est élu « Breton de l'année » par Armor Magazine.
- En 2009, il a été nommé chevalier de la Légion d'honneur[33].
- La détention d’Édouard Leclerc à la Libération a été sujette à controverses. Édouard Leclerc a, à cinq reprises, engagé un procès. Par quatre fois (1976, 1977, 1987, 1988), la cour d'appel de Paris a confirmé le jugement du tribunal de grande instance de Paris ayant déclaré « diffamatoires, les imputations d'avoir, à la fin de la guerre, collaboré avec l'ennemi en étant un indicateur de la Gestapo et d'avoir été incarcéré pour ces faits ». Le cinquième procès en diffamation a pris fin en septembre 2012, après la mort d’Édouard Leclerc. Ses héritiers, qui avaient la possibilité légale de continuer les poursuites contre le journaliste mis en accusation, ont fait connaître au procureur qu'en tant qu'ayants droit, et dans un souci d'apaisement, ils abandonnaient les poursuites conjointement au parquet, de sorte qu'en l'absence totale de faits nouveaux, au regard des quatre procès antérieurs, l'affaire est définitivement classée.

### Filmographie
- Edouard Leclerc, l'épicier de la république, 60 min, réalisé par Antoine Vitkine. Documentaire diffusé le 08 avril 2013 sur France 3, à 23 h 40.